# Fanfreluche (série télévisée)
Pour les articles homonymes, voir Fanfreluche.
Fanfreluche est une série télévisée jeunesse québécoise composée de 46 épisodes de 30 minutes, diffusée originellement entre 1968 et 1971  à la télévision de Radio-Canada. Cette série fut  reprise en de nombreuses occasions.

## Synopsis
Destinée aux enfants, ces émissions mettent en scène Fanfreluche (Kim Yaroshevskaya), une poupée qui raconte  et transforme des contes de fées et des légendes aux téléspectateurs. Quand une histoire lui déplaît, elle  pénètre physiquement dans le grand volume de contes pour en changer l'issue selon son désir, ce qui la place souvent dans des situations périlleuses.

## Fiche technique

### Créatrice, conceptrice, auteure et interprète
- Kim Yaroshevskaya : Fanfreluche

### Réalisation
- Maurice Falardeau
- Micheline Latulippe
- André Pagé
- Hélène Roberge

### Musique
- Herbert Ruff

## Origine du personnageFanfreluche
Cette série marqua une grande partie de la jeunesse québécoise de l'époque.
Créé par Kim Yaroshevskaya, le personnage de Fanfreluche a pris naissance en 1954 en version  théâtrale  au sein du Théâtre Le Grenier.  Elle a connu ses débuts télévisuels dans la série Fafouin et plus tard dans une autre série de Radio-Canada, La Boîte à Surprise.   Dans l'ouvrage Mon voyage en Amérique publié aux éditions du Boréal en 2017, Kim Yaroshevskaya raconte les débuts de la poupée Fanfreluche. 
Fanfreluche est présente dès la première saison (1956-1957) de La Boîte à Surprise.  Durant les premières saisons, lorsque présente à l'émission, le segment avec Fanfreluche dure en général une dizaine de minutes.
Dans le premier disque du coffret DVD La Boîte à souvenirs: Volume 1, Classique jeunesse de Radio-Canada distribué en 2008, nous retrouvons un épisode de Fanfreluche de la période 1965-1967: Fanfreluche: Des souliers neufs pour Fanfreluche (date originale de diffusion inconnue).
Pour la saison 1967-1968, à partir du mois d'octobre 1967, le format de La Boîte à Surprise est modifié. Désormais, Monsieur Surprise ne fait plus l'animation et on ne présente qu'une seule série par épisode qui dure environ 25 minutes. Chaque épisode commence avec le générique de La Boîte à Surprise.
Le premier épisode écrit pour la série Fanfreluche fut La Princesse sur un pois.  L'ordre de diffusion ne correspond pas toujours à l'ordre de rédaction des épisodes ou de la production.
Durant la saison 1968-1969 et jusqu'à la fin de la série, Fanfreluche commencera avec son propre générique et se terminera avec son propre crédit. Il n’est plus fait mention de La Boîte à Surprise et Monsieur Surprise n’y apparaît plus. Durant cette période, les épisodes réalisés durant la période 1967-1968 seront rediffusés en utilisant le nouveau générique et crédit propre à la série.
Les personnages de souris de Nicole Lapointe et Pierre Régimbald ont tout d’abord apparu lors d’un spectacle dans un centre d’achat.  C’est au Théâtre du Rideau vert que les marionnettistes furent remarqués par Kim Yaroshevskaya et Radio-Canada.  C’est ainsi que Nicole Lapointe et Pierre Régimbald furent embauchés pour contribuer à plusieurs épisodes de la série  Fanfreluche.
Kim Yaroshevskaya sera plus tard l'interprète de Grand-Mère dans Passe-Partout, une autre émission pour enfants ayant marqué une autre génération, celle appartenant, cette fois-ci, à la jeunesse de la fin des années 1970 et des années 1980.

## Épisodes
Durant la saison 1967-1968 de La Boîte à Surprise, il y a eu plusieurs épisodes de Fanfreluche de diffusés.
- Le Poisson rouge [9] (Diffusion : 28 mars 1968)
- Pinocchio (Diffusion : 11 avril 1968)
- Le Conte de Fanfreluche (Le roi, la reine et la sorcière) (Diffusion : 18 avril 1968)
- Les Habits neufs de l'empereur (Diffusion : 25 avril 1968)
- Alice au pays des merveilles (Diffusion : 30 mai 1968)
- La Princesse sur un pois (Diffusion : 22 août 1968[10])
- Le Petit Chaperon rouge (Diffusion : 5 septembre 1968)
- Le Souhait de Noël[11] (Diffusion : 18 décembre 1968)
- Le Soldat en pain d'épice (Diffusion: 1er janvier 1969)
- Yousep, le gai joueur de flûte  (Diffusion : 7 janvier 1969)
- En Grèce mythologique  (Diffusion: 15 janvier 1969)
- Hansel et Gretel (Diffusion : 22 janvier 1969)
- Les Sorts de la sorcière  (Diffusion: 29 janvier 1969)
- Au pays des Indiens (Diffusion : 19 février 1969)
- La Tarte aux pommes (Diffusion : 9 avril 1969)
- Le Brave Petit Tailleur (Diffusion : 14 mai 1969)
- Argentile  (Diffusion : 4 juin 1969)
- Rose Latulippe (Diffusion : 31 décembre 1969)
- Chez les Esquimaux[12] (Diffusion : 7 janvier 1970)
- Une histoire de détectives (Diffusion : 14 janvier 1970)
- La Princesse, le chevalier, le roi et le perroquet (Diffusion : 21 janvier 1970)
- Les Aventures de Don Quichotte (Diffusion : 28 janvier 1970)
- Au théâtre de la foire[13] (Diffusion : 4 février 1970)
- Les Trois Épreuves (Diffusion : 11 février 1970)
- L'Automobile - La voiture de Fanfreluche[14] (Diffusion : 18 février 1970)
- Au pays de Cendrillon et ailleurs[15] (Diffusion : 25 février 1970)
- La Belle au bois dormant[16] (Diffusion : 25 mars 1970)
- La Sorcière Cric Crac (Diffusion : 20 mai 1970[17])
- Le Ramoneur, le Bonhomme de neige et le Petit Lucas (Diffusion : 27 mai 1970[18])

- Le Roi de chocolat (Diffusion : 3 juin 1970)
- Le Voyage à la lune (Diffusion : 16 septembre 1970)
- Le Dernier Dragon (Diffusion : 21 octobre 1970)
- Le Cirque (Diffusion: 28 octobre 1970)
- Le Petit Chaperon rouge (et le roi) (Diffusion : 4 novembre 1970)
- Un conte oriental (Diffusion : 11 janvier 1970)
- Barbe-Bleue (Diffusion : 17 juillet 1971)
- Aladin et la lampe merveilleuse (Diffusion : 7 août 1971)
- Blanche-Neige (Diffusion : 13 octobre 1971)
- La Broderie de la princesse (Diffusion : 20 octobre 1971)
- Pinocchio chez Hansel et Gretel (Diffusion : 27 octobre 1971)
- La Perle (Diffusion : 3 novembre 1971[19])
- L’Armoire de Fanfreluche (Diffusion : 10 novembre 1971)
- Le Cordonnier des contes de fées  (Diffusion : 17 novembre 1971)
- Le Voilier de Fanfreluche (Diffusion : 24 novembre 1971)
- La Petite Hutte sur pattes de poule  (Diffusion : 1er décembre 1971)[20]
- La Tortue de jade (Diffusion : 8 décembre 1971)

Source : La Semaine à Radio-Canada et Ici Radio-Canada - horaire de la télévision

## Discographie et vidéographie
78 tours
- Thériault, Pierre, Le calendrier : janvier, février, mars ; Le calendrier : avril, mai, juin / Herbert Ruff-Boechat ; interprété par Monsieur Surprise (Pierre Thériault) et Fanfreluche (Kim Yaroschevska), Lachine, M-2002 Mignon pour la jeunesse.

- Thériault, Pierre, Le calendrier [enregistrement sonore] : juillet, août, septembre ; Le calendrier : octobre, novembre, décembre / Herbert Ruff-Boechat ; interprété par "Monsieur Surprise"(Pierre Thériault), Lachine, M-2003 Mignon pour la jeunesse

33 1/3 tours
- La T.V. pour les petits avec Maman Fon Fon et Monsieur Surprise : Face 1 : Monsieur Surprise (Pierre Thériault) : Le Calendrier (Douze chansons enfantines, décrivant chaque mois de l’année.); Face 2 : Maman Fon Fon : 1. Berceuse À Jésus; 2. Je Range Mes Joujoux; 3. Le Petit Chaperon Rouge; 4. Le Grand Quai De Rimouski.  Disques Mignon, No. MM-2, Lachine.  Note:  le personnage de Fanfreluche chante dans la chanson le mois de juin de Monsieur Surprise.

- Fanfreluche, Kim Yaroshevskaya, Fantel, FA-39404, Contes : « Le roi qui mangeait trop de chocolat » et « Un conte indien », Distribution Trans-Canada Musique Service Inc.

Cassette audio
- Contes de Fanfreluche, interprètes :  Fanfreluche : Kim Yaroshevskaya, Le Pirate Maboule : Jacques Létourneau, Marcel Sabourin, Lisette Dufour, Le Chœur de Trente, Hélène Loiselle et Martin Dion, DisQuébec, Musicor, Qué4-1105, cassette et livret, Contes :  « Connaissez-vous le petit Chaperon bleu et le petit Chaperon jaune? », « Le Voilier », « L’Arbre de la sagesse », « Hansel et Gretel… et Fanfreluche », 1995.

CD
- Contes de Fanfreluche, interprètes :  Fanfreluche : Kim Yaroshevskaya, Le Pirate Maboule : Jacques Létourneau, Marcel Sabourin, Lisette Dufour, Le Chœur de Trente, Hélène Loiselle et Martin Dion, DisQuébec, Musicor, Quéc-1105, CD et livret, Contes :  « Connaissez-vous le petit Chaperon bleu et le petit Chaperon jaune? », « Le Voilier », « L’Arbre de la sagesse », « Hansel et Gretel… et Fanfreluche », (probablement vers) 1995.

- Fanfreluche Tome 1, Fanfreluche :  Kim Yarosheskaya, Coffragants, COF-152, CD et livre avec le récit complet du conte, Contes :  « Connaissez-vous le petit Chaperon bleu et le petit Chaperon jaune? », 2003.

VHS
McDonald’s présente « Les meilleurs émissions pour enfants », tome 1, SRC Video, 1995
- Vidéo 1 :  Fanfreluche : 1. le petit Chaperon rouge; 2. Blanche-Neige

McDonald’s présente « Les meilleurs émissions pour enfants », tome 2, SRC Video, 1995
- Vidéo 4:  Fanfreluche : 1. Le roi de chocolat; 2. La princesse, le chevalier, le roi et le perroquet

Fanfreluche : Les grandes émissions jeunesse de Radio-Canada, SRC Vidéo, Imavision, 1995
- Vidéo 1 : 1. Le cordonnier des contes de fées; 2. La petites hutte sur pattes de poule

- Vidéo 2 : 1. L’automobile (il s’agit de l’épisode « La voiture »); 2. Rose Latulippe

- Vidéo 3 : 1. Les habits neufs de l’empereur; 2. La broderie de la princesse

Les grandes émissions jeunesse de Radio-Canada, SRC Video, année indéterminé (vers 1996)
- Volume 2 : 1. Fanfreluche : La belle au bois dormant; 2. La Souris verte; 3. Bobino; 4. Marie Quat’Poches : La course aux timbres

Coffret DVD
Fanfreluche va raconter Tome 1 Imavision DVD, Mise en marché vers 2007
Volume 1
1- Le Conte de Fanfreluche (Le roi, la reine et la sorcière) (Diffusion : 18 avril 1968)
2- Le Souhait de Noël (Diffusion : 18 décembre 1968)
3- Au pays des Indiens (Diffusion : 19 février 1969)
4- Chez les Esquimaux (Diffusion : 7 janvier 1970)
5- Les Aventures de Don Quichotte (Diffusion : 28 janvier 1970)
Volume 2
6- Les Trois Épreuves (Diffusion : 11 février 1970)
7- Au théâtre de la foire (Diffusion : 24 février 1970)
8- Au pays de Cendrillon et ailleurs (Diffusion : 25 mars 1970)
9- La Sorcière Cric Crac (Diffusion : 27 mai 1970)
10- Voyage à la lune (Diffusion : 7 octobre 1970)
Volume 3
11- Le Ramoneur, le Bonhomme de neige et le Petit Lucas (Diffusion : 14 octobre 1970)
12- Le Dernier Dragon (Diffusion : 21 octobre 1970)
13- La Princesse sur un pois (Diffusion : 5 juin 1971)
14- Pinocchio chez Hansel et Gretel (Diffusion : 27 octobre 1971)
15- Le Voilier de Fanfreluche (Diffusion : 24 novembre 1971)
16- La Tortue de jade (Diffusion : 8 décembre 1971)
Fanfreluche va raconter Tome 2 Imavision DVD, mise en marché vers 2008
Volume 1
1- Le poisson rouge (Diffusion : 28 mars 1968)
2- Pinocchio (Diffusion : 11 avril 1968)
3- Les habits neufs de l'empereur (Diffusion : 25 avril 1968)
4- Alice au pays des merveilles (Diffusion : 30 mai 1968)
5- Hansel et Gretel (Diffusion : 22 janvier 1969)
6- Rose Latulippe (Diffusion : 31 décembre 1969)
Volume 2
7- La princesse, le chevalier, le roi et le perroquet (Diffusion : 21 janvier 1970)
8- La belle au bois dormant (Diffusion : 6 mai 1970)
9- Le roi de chocolat (Diffusion : 23 septembre 1970)
10- Le petit chaperon rouge (et le roi) (Diffusion : 4 novembre 1970)
11- Blanche-Neige (Diffusion : 13 octobre 1971)
12- La broderie de la princesse (Diffusion : 18 octobre 1972)
Radio-Canada : Cinquante ans de grande télévision jeunesse, Imavision, 2007 (incluant diverses séquences d’archives inédites en DVD, biographies, quiz et synopsis)
- Disque 3 : 1. Bidule de Tarmacadam : Le combat de boxe; 2. La Ribouldingue : Une personne sonne; 3. Grujot et Délicat : Le hot-dog; 4. Fanfreluche : La perle ; 5. Bobino : Les vacances

La Boîte à souvenirs: Volume 1, Classique jeunesse de Radio-Canada, 2008
Disque 1
La boîte à Surprise:
- Fanfreluche: Des souliers neufs pour Fanfreluche suivi de Père Noé

- Sol et Biscuit: Les nouvelles suivi de Michel le magicien

- Grujot et Délicat: Le silence et le bruit suivi de Histoire du petit tambour

- Le pirate Maboule: Vite les suçons suivi de Mademoiselle

Marie Quat'Poches: La dinde farcie
Picolo: Le vin de cerises
Disque 2
Les carnets du Major Plum-Pouding: Les talents de l'étalon et La formule secrète
Picotine: Un papillon pour Naimport Tequoi
La Ribouldingue: L'hypnotisme
Bobino: Le gâteau de Bobinette, La journée internationale de la musique, La machine volante et Les affiches de sport
Suppléments :
Capsules nostalgie: Paul Buissonneau, Edgar Fruitier, Benoît Girard, Kim Yaroshevskaya, Élizabeth Chouvalidzé, André Montmorency et Linda Wilscam

## Anecdote
Ce personnage de poupée inspira l'éleveur de chevaux Jean-Louis Lévesque à nommer une de ses pouliches Fanfreluche, qui devint une championne de courses de chevaux dans les années 1970.
Lu sur la page Biographie Kim Yarochevskaya : « Fanfreluche est une poupée très spéciale. Dans son enfance, les parents de la petite Kim Yaroshevskaya lui interdisaient de jouer avec des poupées, pour lui donner toutes les chances dans la vie, dans la Russie communiste des années 1920. C'est de cette privation qu'est née la poupée Fanfreluche. »